# 부계중학교
부계중학교(缶溪中學校)는 대한민국 대구광역시 군위군 부계면 춘산리에 있는 공립 중학교이다.

## 학교 연혁
- 1948년 4월 1일 : 부계고등공민학교 설립 인가
- 1953년 4월 1일 : 도립 부계중학교 설립 인가
- 1953년 5월 10일 : 개교 (초대 이윤학 교장 취임)
- 2009년 3월 1일 : 산성중학교 통합
- 2009년 11월 10일 : 다목적 강당 준공 및 교사 내외 리모델링
- 2019년 2월 15일 : 제66회 졸업(총 4,433명)
- 2019년 3월 4일 : 2019학년도 신입생 입학(6명)
- 2020년 9월 1일 : 제26대 박기철 교장 취임

## 참고 자료
- 부계중학교 - 한국교육학술정보원 학교알리미